# Acasă la Data

„Datalore” este un episod din primul sezon al serialul științifico-fantastic „Star Trek: Generația următoare”. Scenariul este scris de  Robert Lewin și Gene Roddenberry; regizor este Rob Bowman. A avut premiera la 18 ianuarie 1988. Este episodul în care apare pentru prima oară androidul Lore, „fratele” lui Data.

## Prezentare
Echipajul navei Enterprise găsește un android dezasamblat, identic cu Data, pe locul coloniei Omicron Theta, unde acesta fusese găsit, colonie distrusă de o formă de viață denumită „Entitatea Cristalină”. Reasamblat, noul android, Lore, aduce Entitatea Cristalină față în față cu nava Enterprise.